# Campeonato Mundial de Atletismo de 2007 - 400 m com barreiras feminino
A competição dos 400 metros com barreiras feminino no Campeonato Mundial de Atletismo de 2007 foi realizada no Estádio Nagai, em Osaka, no Japão, entre os dias 27  a 30 de agosto de 2007.

## Recordes
Antes desta competição, os recordes mundiais e do campeonato nesta prova eram os seguintes:
| Tipo                  | Atleta            | Tempo | Local      | Data                 |
| --------------------- | ----------------- | ----- | ---------- | -------------------- |
|                       | Yuliya Pechonkina | 52.34 | Tula       | 8 de agosto de 2003  |
| Recorde do campeonato | Kim Batten        | 52.61 | Gotemburgo | 11 de agosto de 1995 |

## Medalhistas
| Ouro                 | Prata                   | Bronze            |
| Jana Rawlinson (AUS) | Yuliya Pechenkina (RUS) | Anna Jesień (POL) |

## Calendário
Todos os horários estão no horário local (UTC+9)
| Data         | Horário | Fase          |
| ------------ | ------- | ------------- |
| 27 de agosto | 10:50   | Eliminatórias |
| 28 de agosto | 21:40   | Semifinal     |
| 30 de agosto | 20:25   | Final         |

## Resultados

### Eliminatórias
Qualificação: Os 4 primeiros de cada bateria (Q) e os 4 melhores tempos (q) avançam para as semifinais.
| Pos. | Bateria | Atleta                     | Nacionalidade  | Tempo   | Notas           |
| ---- | ------- | -------------------------- | -------------- | ------- | --------------- |
| 1    | 2       | Tiffany Ross-Williams      | Estados Unidos | 54.24   | Q               |
| 2    | 1       | Yuliya Pechenkina          | Rússia         | 54.50   | Q               |
| 3    | 3       | Tetiana Tereschuk-Antipova | Ucrânia        | 54.74   | Q,              |
| 4    | 4       | Jana Rawlinson             | Austrália      | 54.77   | Q               |
| 5    | 2       | Anna Jesień                | Polónia        | 55.01   | Q               |
| 6    | 1       | Nickiesha Wilson           | Jamaica        | 55.15   | Q               |
| 7    | 3       | Melaine Walker             | Jamaica        | 55.40   | Q               |
| 8    | 4       | Natalia Ivanova            | Rússia         | 55.52   | Q               |
| 9    | 5       | Huang Xiaoxiao             | China          | 55.64   | Q               |
| 10   | 3       | Fani Chalkia               | Grécia         | 55.66   | Q,              |
| 11   | 1       | Tasha Danvers-Smith        | Grã-Bretanha   | 55.67   | Q               |
| 12   | 4       | Muna Jabir Adam            | Sudão          | 55.80   | Q               |
| 13   | 3       | Zuzana Hejnová             | Chéquia        | 55.87   | Q,              |
| 14   | 4       | Ionela Târlea-Manolache    | Roménia        | 55.90   | Q,              |
| 15   | 2       | Tatyana Azarova            | Cazaquistão    | 55.93   | Q               |
| 15   | 4       | Kaliese Spencer            | Jamaica        | 55.93   | q               |
| 17   | 1       | Nicole Leach               | Estados Unidos | 55.95   | Q               |
| 18   | 5       | Yevgeniya Isakova          | Rússia         | 56.02   | Q               |
| 19   | 3       | Erica Mårtensson           | Suécia         | 56.19   | q,              |
| 20   | 3       | Yekaterina Bikert          | Rússia         | 56.23   | q               |
| 21   | 5       | Sheena Johnson             | Estados Unidos | 56.30   | Q               |
| 22   | 1       | Hristína Hantzi-Neag       | Grécia         | 56.37   | q               |
| 23   | 3       | Élodie Ouédraogo           | Bélgica        | 56.44   |                 |
| 24   | 3       | Ulrike Urbansky            | Alemanha       | 56.76   |                 |
| 25   | 2       | Tsvetelina Kirilova        | Bulgária       | 56.77   | Q               |
| 26   | 1       | Satomi Kubokura            | Japão          | 57.01   |                 |
| 27   | 2       | Aïssata Soulama            | Burquina Fasso | 57.06   |                 |
| 28   | 3       | Michelle Carey             | Irlanda        | 57.10   |                 |
| 29   | 5       | Christina Kron             | Alemanha       | 57.28   | Q               |
| 30   | 2       | Anastasiya Rabchenyuk      | Ucrânia        | 57.31   |                 |
| 31   | 2       | Özge Gürler                | Turquia        | 57.40   |                 |
| 32   | 1       | Ilona Ranta                | Finlândia      | 57.64   |                 |
| 33   | 5       | Andrea Blackett            | Barbados       | 57.70   |                 |
| 34   | 5       | Lamiae Lhabze              | Marrocos       | 57.81   |                 |
| 35   | 5       | Lucimar Teodoro            | Brasil         | 58.32   |                 |
| 36   | 4       | Muizat Ajoke Odumosu       | Nigéria        | 59.05   |                 |
| 37   | 1       | Nadia Nazir                | Paquistão      | 1:04.76 | Recorde pessoal |

### Semifinal
Qualificação: Os 2 primeiros de cada bateria (Q) e os 2 melhores tempos (q) avançam para as finais.
| Pos. | Bateria | Atleta                     | Nacionalidade  | Tempo   | Notas                |
| ---- | ------- | -------------------------- | -------------- | ------- | -------------------- |
| 1    | 1       | Jana Rawlinson             | Austrália      | 53.57   | Q                    |
| 2    | 2       | Yuliya Pechenkina          | Rússia         | 53.82   | Q                    |
| 3    | 3       | Anna Jesień                | Polónia        | 53.86   | Q,                   |
| 4    | 3       | Nickiesha Wilson           | Jamaica        | 53.97   | Q,                   |
| 5    | 2       | Huang Xiaoxiao             | China          | 54.00   | Q,                   |
| 6    | 1       | Tasha Danvers-Smith        | Grã-Bretanha   | 54.08   | Q,                   |
| 7    | 1       | Yevgeniya Isakova          | Rússia         | 54.11   | q,                   |
| 8    | 3       | Tiffany Williams           | Estados Unidos | 54.15   | q                    |
| 9    | 1       | Tetiana Tereschuk-Antipova | Ucrânia        | 54.38   | Recorde da temporada |
| 10   | 2       | Melaine Walker             | Jamaica        | 54.54   |                      |
| 11   | 1       | Sheena Johnson             | Estados Unidos | 54.55   |                      |
| 12   | 3       | Natalia Ivanova            | Rússia         | 54.88   |                      |
| 13   | 1       | Zuzana Hejnová             | Chéquia        | 55.04   | Recorde nacional     |
| 14   | 3       | Ionela Târlea-Manolache    | Roménia        | 55.41   | Recorde da temporada |
| 15   | 3       | Muna Jabir Adam            | Sudão          | 55.65   |                      |
| 16   | 2       | Tatyana Azarova            | Cazaquistão    | 55.74   |                      |
| 17   | 3       | Tsvetelina Kirilova        | Bulgária       | 56.03   | Recorde pessoal      |
| 18   | 2       | Christina Kron             | Alemanha       | 56.05   |                      |
| 19   | 2       | Nicole Leach               | Estados Unidos | 56.10   |                      |
| 20   | 3       | Hristina Hantzi-Neag       | Grécia         | 56.35   |                      |
| 21   | 1       | Erica Mårtensson           | Suécia         | 56.46   |                      |
| 22   | 2       | Fani Chalkia               | Grécia         | 56.58   |                      |
| 23   | 1       | Kaliese Spencer            | Jamaica        | 56.69   |                      |
| 24   | 2       | Yekaterina Bikert          | Rússia         | 1:00.07 |                      |

### Final
A final ocorreu dia 30 de agosto às 20:25.
| Pos.              | Atleta              | Nacionalidade  | Tempo | Notas                |
| ----------------- | ------------------- | -------------- | ----- | -------------------- |
| Medalha de ouro   | Jana Rawlinson      | Austrália      | 53.31 | Recorde da temporada |
| Medalha de prata  | Yuliya Pechenkina   | Rússia         | 53.50 | Recorde da temporada |
| Medalha de bronze | Anna Jesień         | Polónia        | 53.92 |                      |
| 4                 | Nickiesha Wilson    | Jamaica        | 54.10 |                      |
| 5                 | Huang Xiaoxiao      | China          | 54.15 |                      |
| 6                 | Yevgeniya Isakova   | Rússia         | 54.50 |                      |
| 7                 | Tiffany Williams    | Estados Unidos | 54.63 |                      |
| 8                 | Tasha Danvers-Smith | Grã-Bretanha   | 54.94 |                      |

Legenda
| Recorde mundial       | Recorde mundial (World record)               |                       | Recorde africano                      | Recorde africano (African) |                                           | Q | Classificado por posição (Qualified) |
| Recorde do campeonato | Recorde do campeonato (Championship record)  | Recorde da América    | Recorde da América (Americas)         | q                          | Classificado por melhor tempo (Qualified) |   |                                      |
| Melhor marca do ano   | Melhor marca do ano (World leading)          | Recorde asiático      | Recorde asiático (Asian)              | DNS                        | Não largou (Did not start)                |   |                                      |
| Recorde nacional      | Recorde nacional (National record)           | Recorde europeu       | Recorde europeu (European)            | DNF                        | Não terminou (Did not finish)             |   |                                      |
| Recorde pessoal       | Recorde pessoal do atleta (Personal best)    | Recorde da Oceania    | Recorde da Oceania (Oceania)          | DSQ / DQ                   | Desclassificado (Disqualified)            |   |                                      |
| Recorde da temporada  | Recorde da temporada do atleta (Season best) | Recorde sul-americano | Recorde sul-americano (South America) | NM                         | Sem marca (No mark)                       |   |                                      |